# Vlag van Kapelle-op-den-Bos
De vlag van Kapelle-op-den-Bos werd door de gemeenteraad op 24 september 1987 officieel vastgesteld als de gemeentelijke vlag van de Vlaams-Brabantse gemeente Kapelle-op-den-Bos. Op 1 maart 1988 werd hij door het Bestuur van Vlaanderen bevestigd en uiteindelijk gepubliceerd op 16 september 1988 in het officiële Belgisch Staatsblad.
Officieel wordt de vlag beschreven als:
Drie banen van blauw, van geel en van blauw, lengteverhouding 1 : 2 : 1, met op de middelste baan het wapenschild van de gemeente
Blauw en geel zijn de traditionele kleuren van Kapelle-op-den-Bos. De leeuw zijn ontleend uit de Vlaamse vlag.

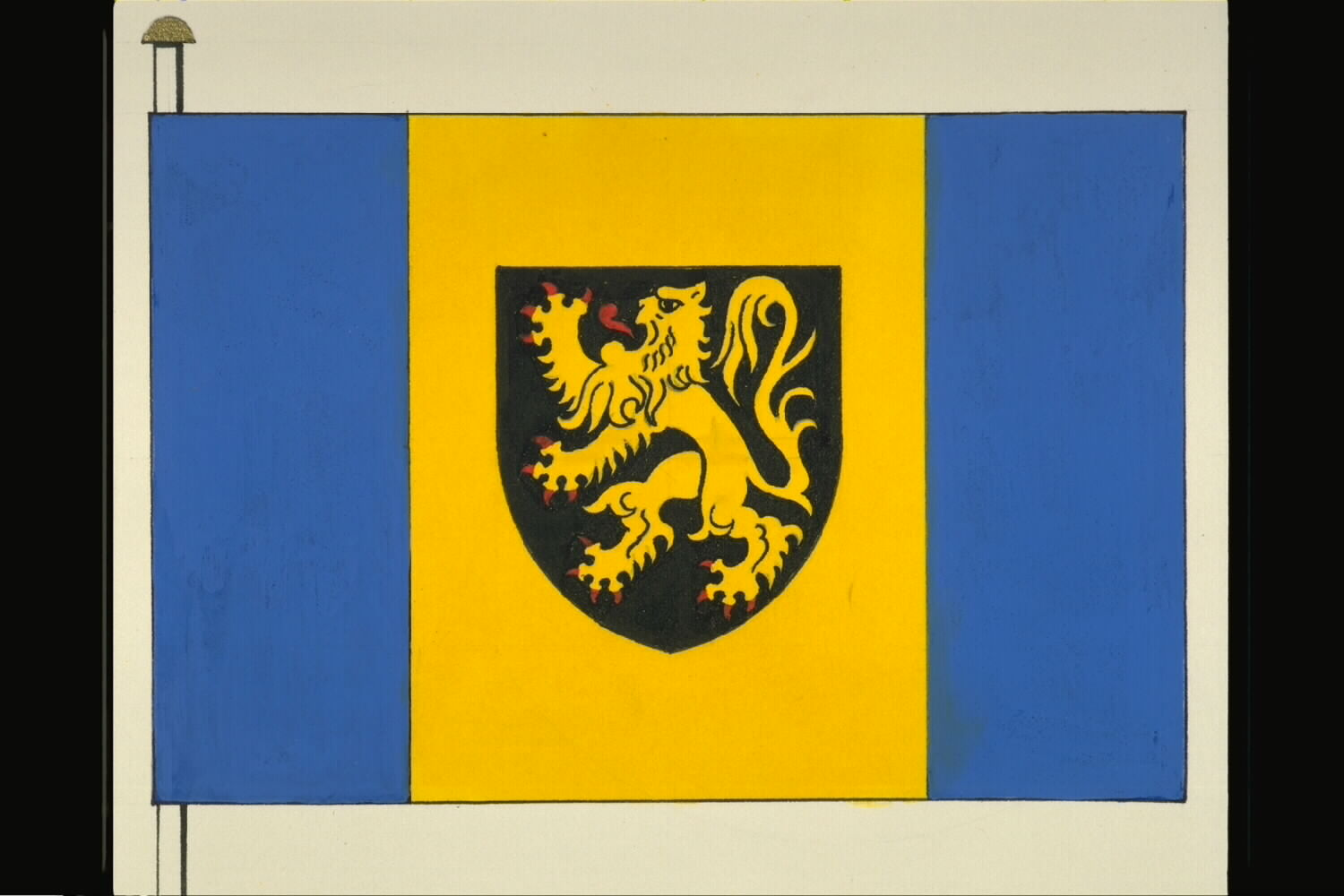
Officiële tekening van de vlag
Vlag van Vlaanderen